# Penny Marshall
Carole Penny Marshall (New York-Bronx, New York, 1943. október 15. – Los Angeles, Kalifornia, 2018. december 17.) amerikai színésznő, filmrendező és producer.

## Élete és pályafutása
A szórakoztatóiparban tevékenykedő családból származó Marshall (bátyja Garry Marshall színész-rendező volt) szintén ezen a pályán helyezkedett el. Az 1970-es években Laverne DeFazio szerepét játszotta el a Laverne & Shirley című szituációs komédiában. Alakítását három alkalommal jelölték Golden Globe-díjra legjobb női főszereplő (vígjáték- vagy zenés sorozat) kategóriában.
Az 1980-as évektől Marshall filmforgatással kezdett foglalkozni. 1986-ban mutatták be rendezői debütálásaként Spiclik, sipirc című filmjét, ezt követte az 1988-as Segítség, felnőttem!. A Tom Hanks főszereplésével készült film volt az első olyan női rendezés, mely meghaladta a 100 millió dolláros bevételt az amerikai jegypénztáraknál. Marshall további rendezései közé tartozik az 1990-es Ébredések (melyet jelöltek Oscar-díj a legjobb filmnek kategóriában), a Micsoda csapat! (1992), a Reneszánsz ember (1994), a Kinek a papné (1996) és a Fiúk az életemből (2001). Producerként részt vett A remény bajnoka és a Földre szállt boszorkány című 2005-ös filmek elkészítésében. A Jim szerint a világ és a Tara alteregói című sorozatok több epizódját rendezőként jegyzi.

## Filmográfia

### Film
Rendező és producer
| Év   | Magyar cím                | Eredeti cím                | Feladatkör | Feladatkör |
| Év   | Magyar cím                | Eredeti cím                | Rendező    | Producer   |
| ---- | ------------------------- | -------------------------- | ---------- | ---------- |
| 1986 | Spiclik, sipirc           | Jumpin' Jack Flash         | Igen       | Nem        |
| 1988 | Segítség, felnőttem!      | Big                        | Igen       | Nem        |
| 1990 | Ébredések                 | Awakenings                 | Igen       | Vezető     |
| 1992 | Micsoda csapat!           | A League of Their Own      | Igen       | Vezető     |
| 1993 | Marilyn mosolya           | Calendar Girl              | Nem        | Vezető     |
| 1994 | Reneszánsz ember          | Renaissance Man            | Igen       | Vezető     |
| 1996 | Kinek a papné             | The Preacher's Wife        | Igen       | Nem        |
| 1996 | Megúszni egy gyilkosságot | Getting Away with Murder   | Nem        | Igen       |
| 1998 |                           | With Friends Like These... | Nem        | Igen       |
| 2001 | Fiúk az életemből         | Riding in Cars with Boys   | Igen       | Nem        |
| 2003 |                           | Risk                       | Nem        | Igen       |
| 2005 | A remény bajnoka          | Cinderella Man             | Nem        | Igen       |
| 2005 | Földre szállt boszorkány  | Bewitched                  | Nem        | Igen       |

Színész
- Heten, mint a gonoszok (The Savage Seven) (1968)
- How Sweet It Is! (1968)
- The Grasshopper (1970)
- Where's Poppa? (1970)
- How Come Nobody's on Our Side? (1974)
- Meztelenek és bolondok (1941) (1979)
- Akiktől forog a világ (Movers & Shakers) (1985)
- Segítség, apa lettem! (She's Having a Baby) (1988)
- Jobb ma egy zsaru, mint holnap kettő (The Hard Way) (1991)
- Hókusz pókusz (Hocus Pocus) (1993)
- Szóljatok a köpcösnek! (Get Shorty) (1995)
- Special Delivery (1999)
- Határtalan szerelem (Stateside) (2004)
- Szerelem olasz módra (Everybody Wants to Be Italian) (2007)
- Alice Upside Down (2007)
- Szédítően szőke (Blonde Ambition) (2007)
- Szilveszter éjjel (New Year's Eve) (2011)
- Staten Island Summer (2015)
- Anyák napja (Mother's Day) (2016, hang)

### Televízió
Tv-filmek
- The Feminist and the Fuzz (1971)
- Az ördögi Roy Slade (Evil Roy Slade) (1972)
- Magányos szív (The Crooked Hearts) (1972)
- The Couple Takes a Wife (1972)
- Let's Switch! (1975)
- Wives (1975)
- More Than Friends (1978)
- Love Thy Neighbor (1984)
- Challenge of a Lifetime (1985)
- Furcsa pár: Újra együtt (The Odd Couple: Together Again) (1993)
- Jackie's Back! (1999)
- Women Without Men (2010)

Tv-sorozatok
- The Jackie Gleason Show (1953)
- My Friend Tony (1969, egy epizódban)
- Then Came Bronson (1969, egy epizódban)
- That Girl (1968–1969, két epizódban)
- Love, American Style (1970, egy epizódban)
- Barefoot in the Park (1970, egy epizódban)
- Disneyland (1970, két epizódban)
- Getting Together (1971, egy epizódban)
- The Super (1972, egy epizódban)
- The Bob Newhart Show (1972, egy epizódban)
- The Odd Couple (1972–1974, 27 epizódban)
- Banacek (1973, egy epizódban)
- Paul Sand in Friends and Lovers (1974–1975, 14 epizódban)
- Mary Tyler Moore (1974–1976, három epizódban)
- Chico and the Man (1975, egy epizódban)
- Happy Days (1975–1979, öt epizódban)
- Good Heavens (1976, egy epizódban)
- Laverne & Shirley (1976–1983, 178 epizódban)
- Blansky's Beauties (1977, egy epizódban)
- Saturday Night Live (1977, 1996, két epizódban)
- Egy úr az űrből (Mork & Mindy) (1978, egy epizódban)
- Laverne & Shirley in the Army (1981–1982, hang, 13 epizódban)
- Mork & Mindy/Laverne & Shirley/Fonz Hour (1982, hang, nyolc epizódban)
- The New Show (1984, egy epizódban)
- A Simpson család (The Simpsons) (1990, hang, egy epizódban)
- Nash Bridges – Trükkös hekus (Nash Bridges) (1998, egy epizódban)
- A dumagép (Frasier) (2004, hang, egy epizódban)
- Dr. Csont (Bones) (2006, egy epizódban)
- Törtetők (Entourage) (2006, egy epizódban)
- Campus Ladies (2006, egy epizódban)
- The Game (2008, egy epizódban)
- Az élet és Tim (The Life & Times of Tim) (2012, hang, egy epizódban)
- Portlandia (2012, egy epizódban)
- Murder Police (2013, hang, 13 epizódban)
- Sam & Cat (2013, egy epizódban)
- Mulaney (2014, egy epizódban)
- The Odd Couple (2016, egy epizódban)

Televíziós rendező és producer
- Working Stiffs (1979, tv-sorozat, egy epizód)
- Laverne & Shirley (1979–1981, tv-sorozat, négy epizód)
- A League of Their Own (1993, tv-sorozat, egy epizód, vezető producer)
- Heaven Will Wait (1997, tv-film, vezető producer)
- Crossover (2004, tévés dokumentumfilm, vezető producer)
- Jim szerint a világ (According to Jim) (2009, tv-sorozat, két epizód)
- Women Without Men (2010, tv-film)
- Tara alteregói (United States of Tara) (2010–2011, tv-sorozat, két epizód)